# Ini Kamoze
Ini Kamoze, artiestennaam van Cecil Campbell (Saint Mary (Jamaica), 9 oktober 1957) is een Jamaicaans zanger.

## Levensloop en carrière
Kamoze begon zijn carrière in 1981 met de single World Affairs. Zijn eerste album bracht hij uit in 1984. In 1994 haalde zijn nummer Here Comes The Hotstepper de eerste plaats in Denemarken, Nieuw-Zeeland en de Verenigde Staten.

## Discografie
| Single met hitnotering(en) in de Vlaamse Ultratop 50 | Datum van verschijnen | Datum van binnenkomst | Hoogste positie | Aantal weken | Opmerkingen |
| ---------------------------------------------------- | --------------------- | --------------------- | --------------- | ------------ | ----------- |
| Here Comes The Hotstepper                            | 1994                  | 14-01-1995            | 3               | 15           |             |

| Single met eventuele hitnotering(en) in de Nederlandse Top 40 | Datum van verschijnen | Datum van binnenkomst | Hoogste positie | Aantal weken | Opmerkingen |
| ------------------------------------------------------------- | --------------------- | --------------------- | --------------- | ------------ | ----------- |
| Here Comes The Hotstepper                                     | 1994                  | 10-12-1994            | 16              | 13           |             |

- Bibsys: 58085
- Bibliothèque nationale de France: cb13895838x (data)
- Gemeinsame Normdatei: 134921178
- International Standard Name Identifier: 0000 0000 5513 7881
- Library of Congress Control Number: n94107763
- MusicBrainz: ce29fa89-8aed-4f7b-8b3e-a34d0c9ed0c6
- Nationale Bibliotheek van Tsjechië: xx0146567
- Nationale Bibliotheek van Israël: 987007406729505171
- Système universitaire de documentation: 158938429
- Virtual International Authority File: 27252158
- WorldCat: E39PBJf8yfCHyvdR3XmHwMm8G3